# Ctenanthe muelleri
Ctenanthe muelleri är en strimbladsväxtart som beskrevs av Otto Georg Petersen. Ctenanthe muelleri ingår i släktet Ctenanthe och familjen strimbladsväxter. Inga underarter finns listade.